# Too Old to Rock 'n' Roll: Too Young to Die!
Albums de Jethro Tull
Minstrel in the Gallery
(1975) Songs from the Wood
(1979)
Singles
1. Too Old to Rock and Roll, Too Young to Die
Sortie : 19 mars 1976

Too Old to Rock 'n' Roll: Too Young to Die! est le neuvième album studio du groupe de rock progressif anglais Jethro Tull. Sorti le 23 avril 1976 sur le label Chrysalis Records et produit par Ian Anderson, il marque l'arrivée du bassiste John Glascock, qui remplace Jeffrey Hammond.

## Historique
Cet album est enregistré à Monaco dans les studios de la Radio Monte Carlo avec l'aide du studio d'enregistrement mobile Maison Rouge. Les sessions s'étalent du 19 novembre 1975 au 27 janvier 1976.
Il s'agit d'un album-concept relatant l'histoire de Ray Lomas, une star du rock vieillissante dont la musique n'est plus à la mode. Ayant gagné de l'argent à un « Quiz Show »,  il est victime d'un accident de moto et reste plongé dans le coma pendant un certain temps. À son réveil, il découvre que les modes ont changé et que le rock est de nouveau tendance. Cette histoire est racontée de manière allusive dans les paroles des chansons, et de manière plus détaillée dans une petite bande dessinée incluse à l'intérieur de l'album.
Cet album se classe à la 14e place du Billboard 200 aux États-Unis et à la 25e place des charts britanniques.

## Titres
Toutes les chansons sont signées par Ian Anderson.

### Face 1
1. Quizz Kid – 5:09
2. Crazed Institution – 4:48
3. Salamander – 2:51
4. Taxi Grab – 3:54
5. From a Dead Beat to an Old Greaser – 4:09

### Face 2
1. Bad-Eyed 'n' Loveless – 2:12
2. Big Dipper – 3:35
3. Too Old to Rock and Roll, Too Young to Die – 5:44
4. Pied Piper – 4:32
5. The Chequered Flag (Dead or Alive) – 5:32

### Titres bonus de l'édition remastérisée de 2002
Ces titres apparaissent sur la version CD remasterisée de l'album, sortie en 2002.
1. A Small Cigar – 3:39
2. Strip Cartoon – 3:19

## Musiciens
- Ian Anderson : chant, flûte, harmonica, guitare acoustique, guitare électrique, percussions
- Martin Barre : guitare électrique
- John Evan : piano, claviers
- John Glascock : basse, chœurs
- Barriemore Barlow : batterie, percussions

### Musiciens additionnels
- Dee Palmer  : saxophone (5), piano (11), orchestration et direction des cordes
- Angela Allen  : chœurs (2, 7)
- Maddy Prior : chœurs (8)

## Classements
| Pays             | Durée du classement | Meilleur classement |
| ---------------- | ------------------- | ------------------- |
| Allemagne        | 5 semaines          | 26e                 |
| Autriche         | 4 semaines          | 10e                 |
| Canada           | 5 semaines          | 46e                 |
| États-Unis       | 21 semaines         | 14e                 |
| Norvège          | 4 semaines          | 10e                 |
| Nouvelle-Zélande | 5 semaines          | 28e                 |
| Royaume-Uni      | 10 semaines         | 25e                 |
| Suède            | 4 semaines          | 27e                 |